# روز وليلى (مسلسل)
روز وليلى هو مسلسل تلفزيوني مصري عُرض في عام 2024، من بطولة نيللي كريم ويسرا، ومن إخراج أدريان شيرجولد.

## قصة المسلسل
تدور الأحداث حول محققتين خاصتين على وشك الإفلاس، تتورطان مع عصابة خطيرة عن طريق الخطأ، وتبدآن في مهمة للكشف عن عمليتها المخالفة للقانون، وتتوالى الأحداث.

## الممثلون
- نيللي كريم
- يسرا
- أحمد وفيق
- تيام قمر
- أمل رزق
- عارفة عبدالرسول
- فادي خفاجة
- إبراهيم السمان
- رغد الفيصل
- حسن أبو الروس
- مروان يونس
- محمد ناصر
- هشام عاشور
- آدم مجدي خليل
- حسام الشاعر
- مهاب حسين
- محمد الإمام
- محمود إمام